# Lech Parell
Lech Tomasz Parell (ur. 2 maja 1967 w Gdańsku) – polski dziennikarz i urzędnik państwowy, od 2024 szef Urzędu do Spraw Kombatantów i Osób Represjonowanych.

## Życiorys
Absolwent I Liceum Ogólnokształcącego w Gdańsku i Uniwersytetu Gdańskiego. W czasach PRL działał w opozycji demokratycznej. Należał do Ruchu Wolność i Pokój oraz Ruchu Społeczeństwa Alternatywnego. Pod koniec lat 80. wszedł w skład redakcji „Solidarności” – pisma Regionu Gdańskiego NSZZ „Solidarność”. Pracował później jako dziennikarz „Gazety Gdańskiej” i Radia Plus. Był redaktorem naczelnym Radia Eska Nord (1993–1995), zastępcą kierownika redakcji informacyjnej Radia Gdańsk (1995–1998), redaktorem naczelnym czasopisma „30 dni” (1998–2005) i doradcą prezydenta Gdańska Pawła Adamowicza (2003–2005). W 2002 objął stanowisko prezesa Stowarzyszenia Społeczny Urząd Miejski (SUM), zajmującego się organizacją w Gdańsku imprez plenerowych. Pełnił funkcję zastępcy redaktora naczelnego „Dziennika Bałtyckiego” (2005–2007), później kierował w tej gazecie jednym z działów. W latach 2011–2016 był prezesem i redaktorem naczelnym Radia Gdańsk. Następnie pełnił funkcję prezesa zarządu Fundacji Gdańskie Centrum Multimedialne.
W lutym 2024 został powołany na stanowisko szefa Urzędu do Spraw Kombatantów i Osób Represjonowanych.

## Odznaczenia i wyróżnienia
- Krzyż Kawalerski Orderu Odrodzenia Polski – 2015[5]
- Krzyż Wolności i Solidarności – 2012[2][6]
- Medal 30-lecia restytucji Prawosławnego Ordynariatu WP – 2024[7][8]
- Odznaka pamiątkowa przyznana przez zarząd Stowarzyszenia Społecznego „Grudzień 70 – Styczeń 71” – 2024[9]